# チタン酸カルシウム
チタン酸カルシウム(Calcium titanate)は、化学式CaTiO3の無機化合物である。鉱物としては、ロシアの鉱物学者レフ・ペロフスキー（1792年-1856年）の名前にちなんでペロブスカイトと呼ばれる。鉱物はしばしば不純物により色付くが、無色、反磁性の固体である。

## 合成
チタン酸カルシウムは、1300℃以上の温度で、酸化カルシウム(CaO)と酸化チタン(TiO2)から合成できる。より純粋なものを得るためには、合成温度を下げるとともに、ゾルゲル法が用いられる。合成された物質は、ゾルゲル法の粉末のため圧縮性が高くなり、計算上の密度(~4.04 g/ml)に近くなる。

## 構造
チタン酸カルシウムは直方晶系、特にペロブスカイト構造の結晶として得られる。このモチーフでは、Ti(IV)中心は八面体状で、Ca2+中心は12個の酸素中心の格子点を占めている。チタン酸バリウムやイットリウム系超伝導体等の多くの有用な材料が関連する構造を持っている。

## 応用
チタン酸カルシウムは、チタンの鉱石の1つと他のいくつかのものとを除いて、比較的無価値である。還元されてチタン金属またはフェロチタン合金を与える。